# Marcus Pode
Marcus Alexander Pode (Malmö, 27 marzo 1986) è un calciatore svedese, attaccante dell'IFK Klagshamn.

## Carriera

### Club
Ha giocato nella prima divisione svedese ed in quella danese.

### Nazionale
Ha giocato nelle nazionali giovanili svedesi Under-19 ed Under-21.